# Kivumba-See
Der Kivumba-See liegt im Distrikt Kayonza in der Ostprovinz von Ruanda und innerhalb des Akagera-Nationalparks.

## Geographie
Der Kivumba-See liegt südöstlich des größeren Hago-Sees. Er hat eine Fläche von 8,7 km² bei einem Umfang von 18,2 km. Der Großteil des Sees befindet sich im Sektor Murundi und lediglich das Südende im Sektor Mwiri. Die maximale Tiefe liegt bei 5,6 m. Der Kivumba-See ist Teil einer Gruppe von Seen, die sich beidseitig des Kagera-Nils und innerhalb der Akagera-Sümpfe befinden. Die meisten der Seen sind jedoch nicht dauerhaft mit dem Kagera-Nil verbunden. Dies geschieht während der zweimal jährlich auftretenden Regenzeit und auch viele kleine saisonal auftretende Wasserläufe fließen dann in die Seen. Der Wasserstand variiert somit um etwa 1 bis 1,5 Meter. Der jährliche Gesamtniederschlag in der Region liegt bei 650 bis 900 mm.

## Flora und Fauna
In den Seen des Akagera-Nationalparks leben Flusspferde und Krokodile. Auch Schildkröten und Amphibien sind häufig. Zudem suchen die im Park vorkommenden Säugetiere wie zum Beispiel die Afrikanischen Elefanten, Kaffernbüffel, Zebras, Ellipsen-Wasserböcke, Großriedböcke, Kronenducker, Sitatunga Pferdeantilopen, Schwarzfersenantilopen, Wüstenwarzenschweine und Leoparden die Seen auf.

## Wirtschaft
Der Kivumba-See wird zum Fischen genutzt.